# Mario Álvarez Dugan
Mario Virgilio Álvarez Dugan, conocido como "Don Chuchito"(Santo Domingo, 9 de abril de 1931 – Santo Domingo, 13 de diciembre de 2008) fue un editor de diarios y periodista dominicano, que fue editor en jefe del periódico de Hoy de Santo Domingo, de 1988 hasta su muerte en 2008.

## Biografía
Hijo de Virgilio Álvarez Pina y Catalina Dugan, Álvarez Dugan a los 17 años comenzó a trabajar como contable en el Royal Bank of Canadá. Álvarez Dugan comenzó su carrera como comentarista deportivo. Fue editor del diario Deportes en 1958. Además, fundó y dirigió las revistas sobre caballos Handicap y El Enllave.
En 1960 dejó definitivamente el mundo del periodismo deportivo y dirigió brevemente La Nación. También dirigió las emisoras Radio Santo Domingo, Radio Caribe y Radio ABC. En 1966 se unió a la directiva de El Caribe. También trabajó en la dirección de El Nacional, pero abandonó en 1988 para convertirse en editor de Hoy, puesto que mantuvo hasta su muerte en 2008. También era autor de la popular columna "Coctelera" para este diario donde Magino, el “viejito vagabundón” le servía de interlocutor.
Fue incluido en el salón de la fama del deporte dominicano en 1993. Recibió además la medalla al mérito, de la sindicatura del Distrito Nacional y fue investido Profesor Honorario de la Facultad de Humanidades, de la Universidad Autónoma de Santo Domingo (UASD), entre otros.
Álvarez Dugan es autor de varios libros relacionados con el deporte sobre corrupción administrativa en el atletismo, anécdotas deportivas y la historia del béisbol en la República Dominicana.
Álvarez Dugan murió en la Clínica Corazones Unidos de Santo Domingo a los 77 años, pocos días después de su ingreso por problemas cardíacos. Leonel Fernández, Presidente de la República Dominicana, asistió al funeral de Álvarez Dugan y le dedicó unas palabras. "Don Mario Álvarez Dugan - dijo - contribuyó a incidir en el espíritu de los dominicanos como sociedad" y dijo que influyó en la opinión pública con equilibrio, sentido común y sabiduría.